# Физиолошка суша
Физиолошка суша је појава да у земљишту постоји довољна, чак претерана количина воде, али је она из неких разлога биљкама тешко доступна: ниске температуре земљишта, високе концентрације соли у земљишту (заслањена земљишта: слатине, солончаци, солоњецима и солођима). 
Ниске температуре инактивирају рад кореновог система јер се јавља повећан отпор корена за транспорт воде кроз биљку. Отпор корена се повећава, а истовремено се пропустљивост ендодермалних ћелија рапидно смањује, посебно испод 5оC. У оваквим ситуацијама станиште је у физичком смислу влажно, али за биљку неприступачно - физиолошки суво. У условима физиолошке суше могу опстати само посебно прилагођене биљке психрофите (у тундрама где је подлога влажна али врло хладна). Током зиме физиолошкој суши су посебно изложени зимзелени лишћари који преко листа одају влагу, а не могу да је надокнаде због чега им се листови опуштају. 
Код заслањених земљишта висок осмотски притисак земљишног раствора, једнак или већи од притиска у ћелијама корена, већина биљака није у стању да савлада и да вода продре у унутршњост биљног организма осмозом. На заслањена земљишта добро су прилагођене биљке које се називају халофите.